# Luftens örnar
Luftens örnar (engelska: Twelve O'Clock High) är en amerikansk krigsfilm ifrån 1949 i regi av Henry King. Filmen är baserad på Beirne Lay Jr. och Sy Bartletts roman 12 O'Clock High från 1948. I huvudrollerna ses Gregory Peck, Hugh Marlowe, Gary Merrill, Millard Mitchell och Dean Jagger.
År 1998 valdes filmen ut för att bevaras i National Film Registry av USA:s kongressbibliotek då den anses vara ”kulturellt, historiskt eller estetiskt betydelsefull”.

## Rollista i urval
- Gregory Peck – brigadgeneral Frank Savage
- Hugh Marlowe – överstelöjtnant Ben Gately
- Gary Merrill – överste Keith Davenport
- Millard Mitchell – Major General Pritchard
- Dean Jagger – major, senare överstelöjtnant, Harvey Stovall
- Robert Arthur – sergeant McIllhenny
- Paul Stewart – major "Doc" Kaiser
- John Kellogg – major Joe Cobb
- Robert Patten – löjtnant Jesse Bishop
- Lee MacGregor – löjtnant "Zimmy" Zimmerman
- Sam Edwards – löjtnant Birdwell